# Plectris kirschi
Plectris kirschi är en skalbaggsart som beskrevs av Frey 1967. Plectris kirschi ingår i släktet Plectris och familjen Melolonthidae. Inga underarter finns listade i Catalogue of Life.